# Виноградов, Николай Игнатьевич
Николай Игнатьевич Виноградов (13 [26] декабря 1905, Суриха, Костромская губерния, Российская империя — 27 апреля 1979, Москва, СССР) — советский военно-морской деятель, адмирал (31.05.1954).

## Биография

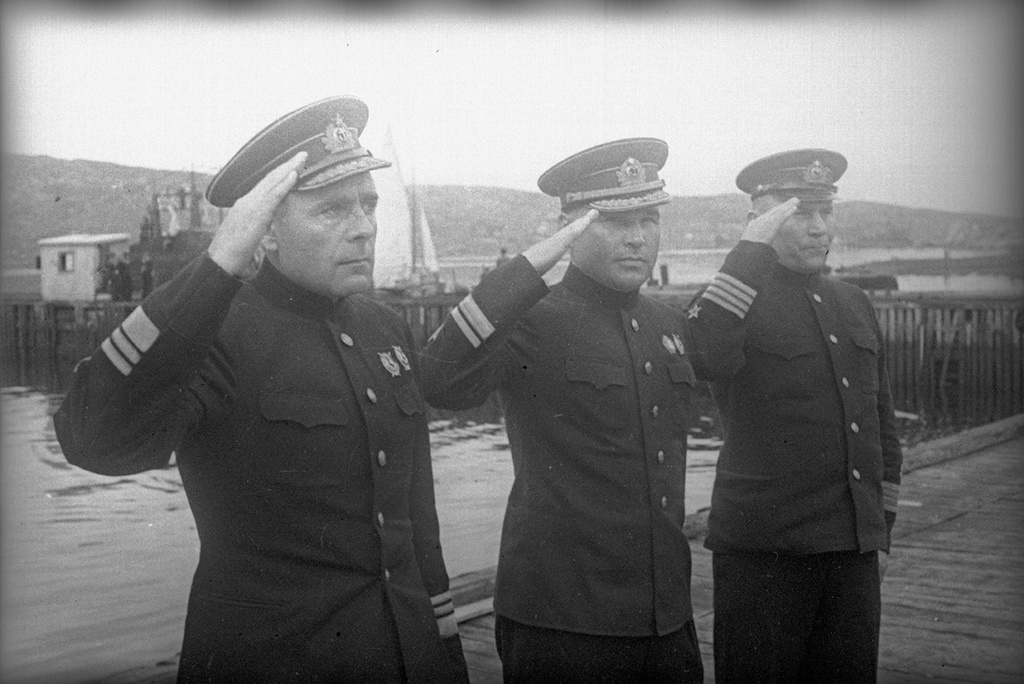
Контр-адмирал Николай Виноградов (в центре), 1942 год

Родился в 1905 году в деревне Суриха Костромской губернии (ныне — Шарьинского района Костромской области), в ВМФ с 1925 года. Окончил Военно-морское училище им. Фрунзе (1930), курсы командного состава Учебного отряда подводного плавания (1932), Военно-морскую академию (1939). Член ВКП(б) с 1930 года.
С 1930 года служил на Черноморском флоте: флаг-секретарь начальника Морских сил Чёрного моря (1930—1931), штурман ПЛ «Металлист» (1931), командир «М-1» (1933—1935), под его командованием подводная лодка перебазирована с Чёрного моря на Дальний Восток.
Командир «Щ-121» (1935—1936).
Начальник штаба 3-й бригады ПЛ КБФ (1939), командир 3-й бригады ПЛ КБФ (1939—1940), участник Советско-финской войны.
Командир бригады подводных лодок Северного флота (декабрь 1940 — январь 1943), в этой должности встретил начало Великой Отечественной войны.
Начальник отдела подводного плавания Северного флота (январь—декабрь 1943). Заместитель начальника, с июня 1944 — начальник Управления подводного плавания ВМФ (1943—1945), командир Юго-западного морского оборонительного района (ЮЗМОР) КБФ (март 1945—февраль 1946), начальник штаба Юго-Балтийского флота (февраль—июль 1946).
Командующий Камчатской военной флотилией (1946—1948), заместитель начальника Главного штаба ВМС (1948—1950), заместитель Военно-морского министра по кадрам и Военно-морским учебным заведениям (1950—1953), начальник вооружения и судостроения ВМС (1953—1958), заместитель начальника Генштаба СА и ВМФ (1958—1961), помощник начальника Генштаба по ВМФ (1961—1962), начальник Управления Военно-морскими учебными заведениями (1962—1968). С 1968 года в отставке.
Награждён двумя орденами Ленина (1935, 1951), пятью орденами Красного Знамени (1942, 1943, 1945, 1946, 1956), орденом Ушакова I степени (1945, № 3), орденом Красной Звезды (1944), медалями и иностранной наградой — орденом «Крест Грюнвальда» 2-й степени (Польша).
Умер 27 апреля 1979 года. Похоронен на Кунцевском кладбище.

## Сочинения
- Виноградов Н. И. Подводный фронт. — Москва: Воениздат, 1989. — 318 с.
- Виноградов Н. И. В студёных морях Заполярья 1941 года. // Военно-исторический журнал. — 1979. — № 3. — С.41-47.

## Увековечение памяти
- В честь Н. И. Виноградова назван БПК «Адмирал Виноградов», с 1 мая 1989 года включенный в состав Тихоокеанского флота[6].
- В его честь названа улица в городе Шарья Костромской области[7].
- Мемориальная доска в память о Виноградове установлена Российским военно-историческим обществом на здании Поляшовской средней школы Шарьинского района, где он учился.
- Бронзовый барельеф с изображением Виноградова размещён на стеле «Город воинской славы» в Полярном, сооружённой в 2010 году.